# Museu Arqueològic de Tinos
El Museu Arqueològic de Tinos és un museu de Grècia. Es troba a la capital de l'illa de Tinos, de l'arxipèlag de les Cíclades. és en un edifici construït a principis de la dècada dels 1960.
Conté peces arqueològiques provinents de l'illa que inclouen objectes del Temple de Posidó i Amfitrite de Kionia i d'un santuari de Demèter. N'hi ha escultures de períodes compresos entre l'època arcaica i la romana, inscripcions, elements arquitectònics, monedes i peces de ceràmica. La ceràmica, en concret, abasta una cronologia compresa entre l'època micènica i la romana.

Entre les peces més destacades hi ha una àmfora del segle vii abans de la nostra era procedent del Santuari de Demèter amb representacions d'hoplites, animals, carros i una escena mitològica. En una altra àmfora de la mateixa època es representen dues figures que s'han interpretat com a Teseu i Ariadna, a més d'altres personatges dansant. També destaquen un relleu que probablement formava part d'una mètopa, en què es representa una deïtat femenina al comandament de cavalls alats, esteles funeràries de l'època clàssica, una escultura de marbre de Tritó del període hel·lenístic, un rellotge de sol de marbre d'Andronic de Cirros, també del període hel·lenístic, un sòl de mosaic i una estàtua fragmentària del segle i que probablement era un retrat de l'emperador Claudi.
- Peça de ceràmica del període geomètric
- Relleu de terracota (cap al 550-500 ae)
- Bust de dona, d'època romana